# 資本集約型産業
資本集約型産業（しほんしゅうやくがたさんぎょう 英: Capital intensive industry）とは経済学用語の一つ。存在している産業の中でも資本の割合が大きい産業のことを資本集約型産業と言う。

## 概要
現代の日本では化学工業、半導体産業、鉄道、通信、エネルギー業界などが資本集約型産業とされている。
資本集約型産業は一般的に新規参入に多額の資金を要するため、参入障壁が高く、そのため市場原理が働きにくくなり、数社による寡占状態に陥りやすい傾向がある。